# Волкенштейн, Сергей Сергеевич
Сергей Сергеевич Волкенштейн (2 июня 1900 года, Полтава — 19 мая 1977 года, Москва) — советский военачальник-артиллерист, участник Гражданской и Великой Отечественной войн, Герой Советского Союза (29.05.1945). Генерал-майор артиллерии (21.04.1943).

## Биография
Сергей Сергеевич Волкенштейн родился 21 мая (по новому стилю 2 июня) 1900 года в Полтаве. По другим данным, Сергей Сергеевич родился на хуторе Хатки ныне Шишацкого района Полтавской области.
Внук революционеров-народников 1870-х — земского врача Александра Александровича Волкенштейна, обрусевшего немца, и Людмилы Александровны Волкенштейн (урожд. Александровой, 1857—1906). В брак Л. А. Александрова вступила через год после окончания гимназии, а летом 1877 года её муж был арестован за пропагандистскую деятельность. Людмила Александровна участвовала в подготовке покушения на харьковского губернатора князя Д. Н. Кропоткина. После удачного исполнения террористического акта она была вынуждена выехать за границу, хотя все её участие в акте заключалось в том, что она содержала конспиративную квартиру, где разрабатывался план убийства губернатора. Несколько лет, под именем Анны Андреевны Павловой, она провела в Швейцарии, Франции, Италии, Болгарии. По доносу была арестована 26 октября 1883 года в Петербурге. По «Процессу 14-ти» 24 —28 сентября 1884 года приговорена к смертной казни, замененной 15 годами каторги. Находилась в заключении в Шлиссельбургской крепости до 1897 года, затем отбывала ссылку на Сахалине. Погибла во время расстрела демонстрации в 1906 года во Владивостоке.
Отец Сергея Сергеевича, социал-демократ, публицист, Сергей Александрович (литературный псевдоним «Сергей Штейн») умер в 1914 году. Почти тогда же умерла его мать. На воспитание его взяла друг семьи Волкенштейнов, дочь выдающегося хирурга Н. В. Склифосовского Ольга Николаевна Яковлева-Склифосовская, которая жила в Москве.

## Гражданская война
В октябре 1917 года вступил в отряд Красной Гвардии Пресненского района Москвы. В его составе во время Октябрьской революции участвовал в вооружённом восстании в Москве, его отряд участвовал в боях с юнкерами у Никитских Ворот и у Манежа. После победы восстания выезжал с отрядом в Звенигород для установления в городе Советской власти.
В июне 1918 году призван в Красную армию. Служил в Звенигородском уездном военкомате инструктором. Весной 1919 года переведён в Мелитопольский уездный военкомат на должность инспектора Всеобуча. Член РКП(б) с 1919 года. Принимал участие в Гражданской войне с мая 1919 года, когда был направлен на Южный фронт красноармейцем 1-го Коммунистического батальона особого назначения. Вскоре стал начальником разведки 9-й отдельной стрелковой бригады в 13-й армии, воевал против войск генерала П. Н. Врангеля.  С октября 1920 года — начальник Полтавского территориального полкового округа, затем инспектор штаба 5-й Полтавской бригады ОСНАЗ. 

## В мирное время
В 1921 году переведён в артиллерию и зачислен в 7-ю стрелковую дивизию Вооружённых сил Украины и Крыма (с 1922 года Украинский военный округ), которая дислоцировалась в Полтаве. Там служил помощником комиссара учебной кадровой батареи, помощником комиссара и комиссаром лёгкого артиллерийского дивизиона. Затем был комиссаром тяжёлого артиллерийского дивизиона 8-го стрелкового корпуса (Лубны). В 1922 году участвовал в боевых операциях против бандитизма в Полтавской губернии. В октябре 1926 года направлен на учёбу.
В 1927 году окончил Артиллерийские курсы усовершенствования комсостава РККА в Луге. После их окончания служил уже на командных должностях, был назначен командиром взвода 20-го тяжёлого артиллерийского дивизиона Украинского ВО (Винница). С 1927 года — помощник командира и командир батареи артиллерийского полка 51-й стрелковой дивизии (Одесса). С 1929 года — командир батареи и начальник команды одногодичников в 6-м корпусном артиллерийском полку (г. Вознесенск). С июня 1930 года служил в Научно-техническом управлении Артиллерийского управления РККА: старший инженер, управляющий делами и начальник штаба управления, инженер высшей категории, управляющий делами Артиллерийского НИИ в Ленинграде.
В 1935 году окончил вечернее отделение Военной академии РККА имени М. В. Фрунзе. С июня 1935 по февраль 1939 года — в государственной командировке в Соединённых Штатах Америки. После возвращения в 1939 году окончил курсы усовершенствования высшего начсостава при Артиллерийской академии РККА имени Ф. Э. Дзержинского. С мая 1939 года служил начальником курса на Краснознамённых артиллерийских курсах усовершенствования комсостава РККА в Детском Селе.
С августа 1939 года — начальник артиллерии 126-й стрелковой дивизии в Белорусском особом военном округе. Принимал участие в Польском походе РККА в сентябре 1939 года.
После начала советско-финской войны в декабре 1939 года был срочно направлен на фронт и назначен начальником артиллерии 150-й стрелковой дивизии. За отличия в боях тогда был награждён своим первым орденом — им стал орден Красного Знамени.
С августа 1940 года — начальник артиллерии 6-го стрелкового корпуса в Киевском особом военном округе. С марта 1941 по май 1942 года — начальник 1-го Киевского Краснознаменного артиллерийского училища имени С. М. Кирова.

## Великая Отечественная война
После начала Великой Отечественной войны сформировал из преподавателей и курсантов училища сводный артиллерийский полк, во главе которого принимал участие в обороне Киева. В августе 1941 года с училищем был эвакуирован в Красноярск. Там полковник Волкенштейн активно добивался отправки на фронт. В мае 1942 года его просьба была удовлетворена, он был назначен начальником штаба Управления начальника артиллерии Волховского фронта. На этом посту участвовал в битве за Ленинград, в том числе во второй Синявинской наступательной операции.
С 5 января 1943 года — командир формирующейся 17-й артиллерийской дивизии прорыва резерва Ставки ВГК. В марте 1943 года дивизия прибыла на тот же Волховский фронт и приняла боевое крещение при прорыве долговременной обороны противника на участке между селами Вороново и Карбусель, что дало возможность расширить прорыв блокадного кольца на юго-восток от Ленинграда. За отличное выполнение своего первого боевого задания на новом посту приказом Военного совета Волховского фронта С. С. Волкенштейн был награждён вторым орденом Красного Знамени, а вскоре ему было присвоено воинское звание генерал-майор артиллерии.
В мае 1943 года 17-я артиллерийская дивизия прорыва была выведена в резерв и переброшена на Брянский фронт. Участвовал в Курской битве, в том числе в Орловской наступательной операции. Там дивизия поддерживала наступление 61-й армии при прорыве трёх оборонительных рубежей противника, и очень способствовала пехотным частям при освобождении города Болхов. Затем с северного фаса Курской дуги её перебросили на южный фас, где она участвовала в Белгородско-Харьковской наступательной операции, особо отличилась при отражении мощного немецкого контрудара у города Ахтырка и при освобождении городов Зеньков и Переяслав. С сентября 1943 года дивизия сражалась в составе Воронежского фронта, с октября 1943 — 1-го Украинского фронта, осенью 1944 года короткое время поддерживала войска 4-го Украинского фронта, а затем была возвращена на 1-й Украинский фронт, где воевала до самой Победы.
Отлично руководил дивизией в ходе битвы за Днепр. Тогда дивизия поддерживала огнём войска 38-й армии при форсировании Днепра и участвовала в боях на Букринском плацдарме. Затем, в ходе Киевской наступательной операции наступала на Киев уже с Лютежского плацдарма: Волкенштейн по ночам сумел незаметно для противника перегруппировать соединение. 6 ноября 1943 года 17-я артиллерийская дивизия прорыва была отмечена в приказе Верховного Главнокомандующего в числе других соединений и частей 1-го Украинского фронта, которые особо отличились в боях за Киев и в тот же день ей было присвоено почетное наименование «Киевская», а 13 ноября 1943 года — второе почётное наименование «Житомирская». Однако вскоре пришлось дивизии действовать и в обороне — во время Киевской оборонительной операции, когда командующий немецкой группой армий «Юг» фельдмаршал Манштейн бросил свои войска в контрнаступление. Командующий 48-м танковым корпусом генерал Бальк атаковал отчаянно, одними танками, без пехоты, пытаясь овладеть дорогой Житомир — Брусилов. Здесь некоторое время артиллеристам пришлось обороняться самостоятельно, поскольку стрелковых частей на угрожаемом участке было крайне мало. Волкенштейн расставил свои бригады в населённых пунктах в шахматном порядке, грамотно используя расположение многочисленных хуторов. Успех боя зависел от мастерства и выдержки личного состава от артиллерийских расчётов до комбригов. Гитлеровцы понесли тяжёлые потери от огня прямой наводкой. Сочетая огневые удары с манёвром силами, артиллеристы Волкенштейна вместе с переброшенными к месту прорыва 38-й армией генерал-майора Москаленко и 3-й гвардейской танковой армией генерал-лейтенанта Рыбалко не только остановили врага, но и разгромили и отбросили его на запад… Вторично был освобождён Житомир. За эту очень сложную операцию дивизия была награждена орденом Красного Знамени, а её командир — орденом Ленина.
Затем генерал Волкенштейн умело руководил своей дивизией в Корсунь-Шевченсковской, Проскуровско-Черновицкой, Львовско-Сандомирской, Восточно-Карпатской, Висло-Одерской, Нижнесилезской, Верхнесилезской наступательных операциях. Почти в каждой из них дивизия действовала образцово. Так, в ходе Проскуровско-Черновицкой операции весной 1944 года, неимоверными усилиями перемещая тяжёлую материальную часть и боеприпасы по весенней распутице, артиллеристы отличились при освобождении городов Бердичев, Проскуров, Каменец-Подольский и Шепетовка. Когда летом 1944 года во время Львовско-Сандомирской операции немецкие войска попытались нанести сильный контрудар и разгромить далеко вырвавшиеся вперёд советские войска, именно артиллеристы генерала Волкенштейна оказались на его пути и совместно с пехотинцами отразили все контратаки, уничтожив 51 танк, 11 бронетранспортёров, 16 миномётных батарей и до полка пехоты противника (наградой комдиву стал орден Кутузова 2-й степени). В Висло-Одерской операции Волкенштей отлично «подготовил действия по прорыву глубоко эшелонированной обороны противника на Сандомирском плацдарме на участке действий 32-го гвардейского стрелкового корпуса с продвижением частей корпуса на глубину до 100 км», за что был награждён орденом Суворова 2-й степени.
Генерал-майор артиллерии С. С. Волкенштейн организовал действия частей в Берлинской и Пражской наступательных операциях. Руководил артиллерийским наступлением при прорыве обороны противника на реке Нейсе южнее города Форст и в боях на Дрезденском направлении. Боевой путь генерал-майор артиллерии Волкенштейн завершил 11 мая 1945 года в Чехословакии.
Указом Президиума Верховного Совета СССР от 29 мая 1945 года за образцовое командование артиллерийской дивизией и проявленные при этом личное мужество и героизм генерал-майору артиллерии Волкенштейну Сергею Сергеевичу присвоено звание Героя Советского Союза с вручением ордена Ленина и медали Золотая Звезда. Высшую награду Родины от имени Советского правительства ему вручил Маршал Советского Союза И. С. Конев.
С. С. Волкенштейн был участником Парада Победы на Красной площади.

## После войны
После Победы продолжал командовать той же дивизией в составе Центральной группы войск. Дивизия дислоцировалась в Австрии, а Волкенштейн одновременно являлся и начальником гарнизона города Кремс. В июле 1946 году руководил передислокацией дивизии в Таврический военный округ (управление разместилось в Симферополе). В мае 1947 года дивизия была расформирована, а его направили на учёбу.
В 1948 году окончил Высшие академические курсы при Высшей военной академии имени К. Е. Ворошилова. С июня 1948 года служил заместителем командира 9-го артиллерийского корпуса РГК по боевой подготовке, с января 1949 — начальником штаба — первым заместителем командующего войсками ПВО Киевского района. С сентября 1952 года состоял в распоряжении командующего артиллерией Советской армии. С января 1953 — заместитель командующего артиллерией Белорусского военного округа. С декабря 1954 — консультант начальника Научно-исследовательского артиллерийского института, а с апреля 1955 — заместитель начальника этого института по артиллерийской инструментальной разведке. С ноября 1956 — начальник кафедры тактики артиллерии Военной академии бронетанковых войск имени И. В. Сталина. С декабря 1958 года генерал-майор артиллерии С. С. Волкенштейн — в отставке.

Могила на Кунцевском кладбище

Жил в Москве. Умер 19 мая 1977 года. Похоронен в Москве на Кунцевском кладбище (участок № 10).

## Семья
Сын, Сергей Сергеевич Волкенштейн, 1927 года рождения, служил шофёром батареи управления 17-й артиллерийской дивизии прорыва РГК, которой командовал его отец. Он был награждён медалями «За отвагу» (приказ № 9/н от 25.05.1945 по 17 бригаде РГК), «За освобождение Праги», «За взятие Берлина», «За победу на Германией».

## Награды
- Герой Советского Союза (29.05.1945)
- 3 ордена Ленина (10.01.1944, 21.02.1945, 29.05.1945)
- 4 ордена Красного Знамени (8.03.1940, 21.04.1943, 3.11.1944, 20.06.1949)
- Орден Суворова 2-й степени (6.04.1945)
- Орден Кутузова 2-й степени (11.08.1944)
- Орден Александра Невского (7.03.1943)
- Медали СССР[9]

Награды Польши
- Орден Virtuti Militari 3-й степени
- Медаль «Заслуженным на поле Славы»
- Медаль «За Одру, Нису и Балтику»
- Медаль «Победы и Свободы»